# Bandiera di Niue
La bandiera di Niue fu adottata nel 1975. Essa è completamente gialla con l'Union Jack sul cantone in alto dell'asta, modificata con l'aggiunta di cinque stelle gialle a 5 punte al suo interno, una di dimensioni maggiori rispetto alle altre quattro posta esattamente al centro sopra un disco blu e le rimanenti poste intorno a mo' di diamante senza nessun disco.

## Simbolismo
Il disegno della bandiera è quello della cosiddetta Union Flag, con la bandiera britannica sul cantone, dal momento che il Regno Unito offrì protezione all'isola nel 1900 su richiesta delle autorità locali. Il colore giallo-oro è ispirato alla brillantezza del sole di Niue e simboleggia altresì il sentimento di calorosa amicizia che unisce la popolazione di Niue a quella neozelandese. La relazione con la Nuova Zelanda, che nel 1901 si occupò dell'amministrazione dell'isola, è rappresentata anche dalle quattro stelle più piccole che ricordano la Croce del Sud, uno dei simboli della Nuova Zelanda, presente anche nella bandiera nazionale. Il disco blu al centro della Union Jack che contiene la stella più grande, rappresenta l'oceano che circonda l'isola, simbolo che Niue, sebbene sia in libera associazione con i vicini neozelandesi, è comunque autogovernata. È l'unico caso in cui una bandiera su modello blue ensign non ha lo sfondo blu, rosso o bianco.